# Белохвостый дымчатый коршун
Белохвостый дымчатый коршун (лат. Elanus leucurus) — вид птиц семейства ястребиных.

## Описание
Белохвостый дымчатый коршун длиной 35–43 см, размах крыльев от 88–102 см, масса 250–380 грамм. Самка и самец идентичны по размеру тела. Самка немного темнее и имеет больший вес. Радужная оболочка глаза красно-оранжевая. У молодых птиц радужка светло-коричневая с желтоватым оттенком.

## Распространение
Этот вид хищных птиц часто можно наблюдать на лугах, в кустарниках, которые расположены не очень далеко от леса, просеках и в зелёных зонах городов и населённых пунктов, даже в крупнейших городах, таких как Рио-де-Жанейро.